# 13. Ministerkonferenz der Welthandelsorganisation
Die 13. Ministerkonferenz der Welthandelsorganisation begann am 26. Februar 2024 und ging bis zum 1. März 2024. Sie fand in den Vereinigten Arabischen Emiraten (VAE) in Abu Dhabi statt.

## Geschichte
Im Oktober 2022 gab der damalige Vorsitzende des Allgemeinen Rates der Welthandelsorganisation, Didier Chambovey bekannt, dass sich sowohl Kamerun, als auch die Vereinigten Arabischen Emirate für die Ausrichtung der 13. Konferenz beworben hatten. Er schlug vor, dass sich der Rat innerhalb eines Monats für einen Kandidaten entscheiden solle. Am 19. Dezember 2022 beschloss der Rat dann, dass die Vereinigten Arabischen Emirate die 13. Konferenz ausrichten sollen und Kamerun die 14. Ministerkonferenz. Beide Staaten hatten sich vorher auf diese Aufteilung geeinigt. Ebenso legten die Mitglieder das Datum der 13. Konferenz auf die Woche des 26. Februar 2024 fest.
Ngozi Okonjo-Iweala betonte, dass der Umstand von zwei sich um die Ausrichtung bewerbenden Staaten ein gutes Zeichen für den Zustand der WTO sei. Jedoch sprach sie auch davon, dass zu einer erfolgreichen MC13 noch zahlreiche Anstrengungen erledigt werden müssten. Sie beklagte im Dezember 2022, dass seit der 12. Ministerkonferenz im Juni nur wenig passiert sei und mahnte für die nächsten Monate, dass noch zahlreiche Verhandlungen und Ergebnisse passieren müssten.
Am 24. Juli 2023 unterzeichneten Thani bin Ahmed Al Zeyoudi als Vertreter der Vereinigten Arabischen Emirate und Ngonzi Okonjo-Iweala als Generaldirektorin das 13th Ministerial Conference Agreement, welches die Rolle des WTO-Mitgliedes bei der Organisation und seine Pflichten regelt.
Am 25. Juli 2023 setzten die Mitglieder einen Plan fest für die kommenden Verhandlungen bis Dezember 2023. In dieser Zeit sollten durch verschiedene Verhandlungsrunde bereits erste Ergebnisse für die Konferenz entschieden werden.

## Organisatorisches

### Ort und Datum
Die Ministerkonferenz, im Englischen 13th Ministerial Conference oder MC13 genannt, soll vom 26. bis zum 29. Februar 2024 im Abu Dhabi National Exhibition Centre stattfinden. Die VAE betonten nach der Entscheidung der Mitglieder, dass die Konferenz in Abu Dhabi stattfinden soll, ein Zeichen für die wachsende Rolle der VAE im internationalen Handel sei. Im Laufe des 29. Februar wurde die Konferenz um einen Tag verlängert, um bei einigen Themen noch zu Ergebnissen zu kommen.

### Leitung
Am 24. Juli 2023 wählten die Mitglieder der Welthandelsorganisation Al Zeyoudi zum Vorsitzenden der Ministerkonferenz. Nach seiner Wahl sprach er davon, dass die Vereinigten Arabischen Emirate daran arbeiten würden, eine erfolgreiche Konferenz vorzubereiten, in welcher die Mitglieder Maßnahmen erlassen könnten, die den offenen Handel fördern.

## Themen
Einige Mitglieder trafen sich im Februar 2023 zu einer Diskussion der Reform der Subventionen für fossile Brennstoffe. Sie hofften auf Ergebnisse und konkrete Pläne bis zur 13. Ministerkonferenz.
Bei der 12. Ministerkonferenz hatten die Mitglieder das Übereinkommen über Fischereisubventionen beschlossen. Dieses galt jedoch nur temporär und wurde nicht vollständig verhandelt. Ein zweiter Teil des Abkommens sollte während der 13. Ministerkonferenz beschlossen werden und wurde seit der 12. Konferenz von den Mitgliedern unter der Leitung von Einar Gunnarsson als Vorsitzenden der Negotiating Group on Rules verhandelt. Die stellvertretende Generaldirektorin Angela Ellard stellte auch fest, dass neben den Fischereiverhandlungen Landwirtschaft, Digitalhandel und Entwicklung zentrale Themen der Konferenz sein müssen. Okonjo-Iweala sagte, dass mit einer erfolgreichen Konferenz die Welthandelsorganisation zur Erfüllung der Sustainable Development Goals beitragen könnte.
Neben inhaltlichen Themen des Welthandels wurde auch die Reform der Welthandelsorganisation für die 13. Ministerkonferenz als Thema angesetzt.
Im Vorfeld der Ministerkonferenz bekräftigte die Delegation der Komoren in der Working Party on the Accession of the Union of the Comoros ihren Plan, die Beitrittsverhandlungen bis zur 13. Ministerkonferenz zu beenden, um so Teil der Organisation zu werden. Auch Osttimor betonte bei einem Treffen der Working Party on the Accession of Timor-Leste den Wunsch, die Beitrittsverhandlungen bis zur 13. Ministerkonferenz abzuschließen. Im Januar 2024 endeten die Verhandlungen mit dem Vorschlag an die Ministerkonferenz, beide Staaten aufzunehmen. Am 26. Februar 2024 beschlossen die Mitglieder, die Komoren und Osttimor aufzunehmen. Beide Staaten müssen die Beitrittsabkommen noch ratifizieren.
Die Konferenz endete am 1. März mit einigen Ministerentscheidungen über elektronischen Handel, die Reform des Streitbeilegungssystems und der Unterstützung von Entwicklungsländern. Die Verhandlungen über das Fischereiabkommen gingen weiter, nach Angaben von Okonjo-Iweala führten sie jedoch nicht zu den erhofften Ergebnissen.